# 이노텍스 코리아
이노텍스코리아(INNOTEX KOREA)는 대한민국의 기업이다.
2000년 4월 1일에 설립된 양말 전문 제조회사로 판매도 하고 있다. 이탈리아의 브랜드인 발렌티노 루디(Valentino Rudy)의 라이선스를 가지고 있으며 2000년부터 기능성 스타킹과 덧신을 연구했고 특허청에 실용신안으로 등록되어 있다.

## 제조 상품
섬유 제품
- 덧신
- 레깅스
- 스타킹
- 양말
- 워머[1]
- 타이즈